# هنري ستيمسون
هنري لويس ستيمسون (بالإنجليزية: Henry Lewis Stimson)‏ سياسي ومحامي أمريكي (21 سبتمبر 1867-20 أكتوبر 1950). ينتمي إلى الحزب الجمهوري. برز خلال مسيرته الطويلة كشخصية رائدة في السياسة الخارجية للولايات المتحدة، وعمل في إدارات الرؤساء الجمهوريين والديمقراطيين. شغل منصب وزير الحرب (1911-1913) في رئاسة ويليام هوارد تافت، ووزير الخارجية (1929-1933) في إدارة هربرت هوفر، ووزير الحرب مجددا (1940-1945) في رئاسة فرانكلين روزفلت وهاري ترومان.
هنري هو ابن جراح بارز يدعى لويس أتيربوري ستيمسون، وكان هنري محاميا في وول ستريت بعد تخرجه من كلية هارفارد للحقوق. وكان النائب العام في عهد الرئيس ثيودور روزفلت، وكان المدعى العام في عدة قضايا ضد الاحتكار. ترشح في انتخابات حاكم ولاية نيويورك في عام 1910 وهزم فيها، ثم شغل منصب أمين الحرب في رئاسة تافت. وواصل إعادة تنظيم جيش الولايات المتحدة الذي بدأ تحت معلمه إليهو روت. أصبح ستيمسون جزءا من حركة التأهب بعد اندلاع الحرب العالمية الأولى. وكان ضابطا بالمدفعية في فرنسا بعد دخول الولايات المتحدة الحرب. وشغل منصب الحاكم العام للفلبين من عام 1927 إلى 1929 في عهد الرئيس كالفين كوليدج.
في عام 1929، عينه الرئيس هوفر كوزير للخارجية. سعى ستيمسون للحد من بناء السفن الحربية في جميع أنحاء العالم وساعد في التفاوض على معاهدة لندن البحرية ليحقق هذه الغاية. احتج ستيمسون على الغزو الياباني لمنشوريا، ووضع مبدأ ستيمسون بعدم الاعتراف بالتغيرات الإقليمية الدولية التي نفذت بالقوة. قبل ستيمسون تعيينه لمنصب وزير الحرب من قبل الرئيس روزفلت بعد اندلاع الحرب العالمية الثانية في أوروبا. وبعد دخول الولايات المتحدة الحرب العالمية الثانية، أخذ ستيمسون على عاتقه عملية جمع وتدريب 13 مليون جندي وطيار وأشرف على إنفاق ثلث الناتج المحلي الإجمالي في البلاد على الجيش والقوات الجوية، وساعد في صياغة الاستراتيجية العسكرية، وأشرف على مشروع مانهاتن الذي بني أول قنبلة ذرية. أيد ستيمسون الهجوم النووي على هيروشيما وناجازاكي وهو ما أنهى الحرب ضد اليابان.
عارض ستيمسون خطة مورغنتاو بشدة خلال الحرب وبعدها، والتي هدفت لتدمير الصناعة في ألمانيا وتقسيمها إلى عدة دول صغيرة. كما أصر على تنفيذ الإجراءات القضائية ضد مجرمي الحرب النازيين، ونتج عن هذا محاكمات نورمبرغ. تقاعد ستيمسون من منصبه في سبتمبر 1945 وتوفي في عام 1950.

## روابط خارجية
- هنري ستيمسون على موقع الموسوعة البريطانية (الإنجليزية)
- هنري ستيمسون على موقع مونزينجر (الألمانية)
- هنري ستيمسون على موقع إن إن دي بي (الإنجليزية)